# Этрек
Этре́к (Кизыл-Атрек, Газилетрек, Кызылъетрек) — город на юго-западе в Балканском велаяте Туркменистана. Административный центр Этрекского этрапа. Население 6855 человек (1989).

## География
Расположен на правом берегу реки Атрек на границе с Ираном в 248 км к юго-западу от железнодорожной станции Кизыл-Арват (Сердар). Через Этрек проходит железнодорожная дорога Казахстан — Туркменистан — Иран транспортного коридора Север — Юг (Узень — Болашак (Казахстан) — Кызылкая — Берекет — Этрек (Туркменистан) — Горган (Иран)). В долине Атрека климат сухих субтропиков.
До Этрека идёт отрезок Каракумского канала длиной 270 км.
Средняя температура января до 4°С. В советское время в Этреке действовала Кизил-Атрекская опытная станция субтропических культур (цитрусовые, хлопок).
В мае 2016 года был присвоен статус города.